# Belambo (Sava)
Belambo is een plaats en commune in het noorden van Madagaskar, behorend tot het district Vohemar, dat gelegen is in de regio Sofia. Tijdens een volkstelling in 2001 telde de plaats 5.818 inwoners.
De plaats biedt naast lager onderwijs ook middelbaar onderwijs aan. 99,9 % van de bevolking werkt als landbouwer en 0,5 % verdient zijn brood als visser. Het belangrijkste landbouwproduct is vanille; andere belangrijke producten zijn koffie, bonen en rijst. Verder is 0,1% actief in de dienstensector.